# 新庆镇
新庆镇，是中华人民共和国广西壮族自治区梧州市藤县下辖的一个乡镇级行政单位。

## 行政区划
新庆镇下辖以下地区：
大路圩社区、富荣村、高田村、中心村、龙山村、建新村、同敏村、庆旺村、思亥村、夏荣村、新庆村和均平村。